# Академија уметности и дизајна Бесалел
31° 47′ 35″ С; 35° 14′ 50″ И / 31.793056° С; 35.247222° И
Академија уметности и дизајна Бесалел је национална академија за уметност и дизајн Израела. Налази се на кампусу Хебрејског универзитета у Јерусалиму на Скопској гори.